# Schizura concinna
Schizura concinna är en fjärilsart som beskrevs av John Abbot och Smith 1797. Schizura concinna ingår i släktet Schizura och familjen tandspinnare. Inga underarter finns listade.

## Bildgalleri

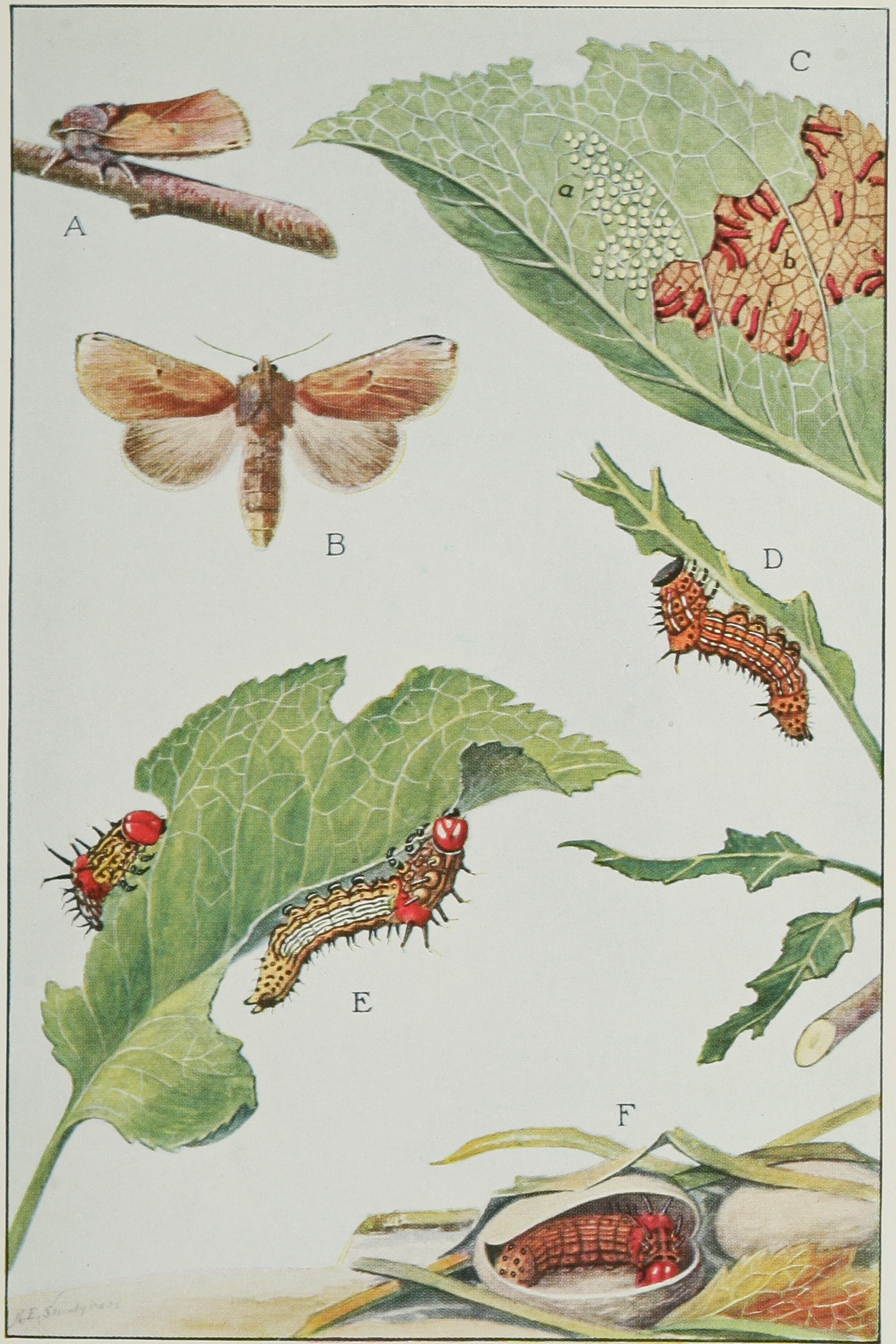